# Godło Madagaskaru
Godło Madagaskaru – jeden z oficjalnych symboli Madagaskaru. 

## Opis
Godło zawiera mapę wyspy, umieszczoną w środku, na białym tle, a poniżej jej znajduje się głowa rogatego zebu. Zielone i czerwone promienie emanują z mapy państwa, upodabniając ją do Słońca. Kolory godła to barwy panafrykańskie.
Godło jest otoczone przez napisy „Republikan'i Madagasikara”, oznaczający „Republika Madagaskaru”, oraz na spodzie „Tanindrazana – Fahafahana – Fahamarinana”, oznaczający „Ojczyzna – Rewolucja – Wolność”. Obok drugiego napisu znajdują się dwa kłosy zboża.

## Historia

Herb Królestwa Merina w 1896 roku
Pieczęć Rządu Francuskiego Madagaskaru 1897–1958
Pieczęć Rządu Francuskiego Madagaskaru 1942
Niepodległy Madagaskar 1958–1975
Godło Demokratycznej Republiki Madagaskaru 1975–1992
Godło w latach 1993–1998